# Pegognaga

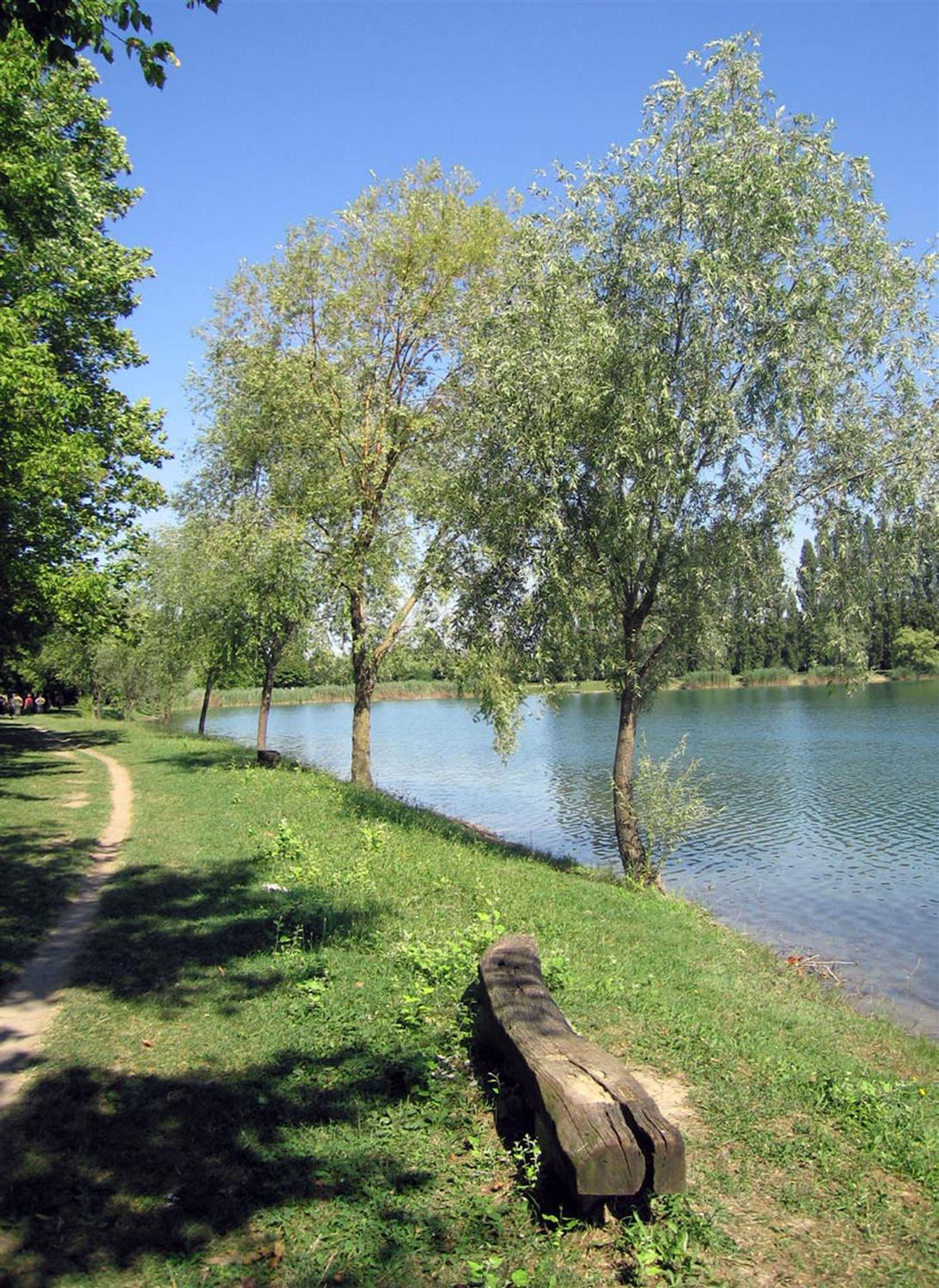
Parco San Lorenzo

Pegognaga (Pigugnàga in dialetto basso mantovano) è un comune italiano di 6 926 abitanti della provincia di Mantova in Lombardia. Il centro abitato è attraversato in zona nord dal 45º parallelo, la linea equidistante fra il Polo nord e l'Equatore.
Pegognaga è stata gravemente colpita dal terremoto dell'Emilia del 2012 poiché trovandosi tra gli 8 e i 14 chilometri dall'epicentro, situato tra Cavezzo e Mirandola, è stato uno dei paesi più colpiti dal sisma.

## Territorio

### Clima
Il clima invernale è continentale con temperature che possono raggiungere i -5 gradi Celsius e la formazione di nebbia è molto frequente, in estate il clima è caldo umido caratterizzato da una forte afa.

## Storia
Il toponimo deriverebbe, secondo alcuni, dal latino Pecunius, nome di un patrizio romano il quale, nel I secolo d.C. avrebbe fondato qui un piccolo villaggio agricolo. Secondo un'altra interpretazione esso sarebbe invece da collegare al termine pecunia, che in latino significa denaro, ricchezza, in riferimento alle terre del luogo in grado di offrire raccolti redditizi.
Nel periodo compreso tra il I e il IV secolo d.C. il centro, che a quell'epoca possedeva le caratteristiche tipiche di un villaggio agricolo romano, assunse il nome di Flexum. Con l'inizio delle invasioni barbariche venne distrutto e abbandonato, scomparendo dalla storia per lungo tempo.
Nell'820 cominciarono a registrarsi nuovi insediamenti e nell'877 comparve la corte Pigugnaria, denominazione che andrà gradualmente modificandosi nei secoli sino a divenire l'attuale Pegognaga.
All'inizio dell'XI secolo essa passò sotto il dominio di Matilde di Canossa, la quale cercò di dare al piccolo paese una propria fisionomia attraverso nuove opere edilizie.
Durante i due secoli successivi la località fu contesa dai Comuni di Reggio Emilia e Mantova, con un conflitto che si concluse con un accordo di amministrazione in politico condominio tra le due province, firmato proprio a Pegognaga nel 1257.
Successivamente la comunità entrò a far parte dei possedimenti del Comune di Gonzaga, sotto la cui reggenza visse uno dei periodi più floridi della sua storia.
I principali insediamenti agricoli, una decina di corti sparse, tuttora esistenti, sono databili a partire dal 1500, mentre solo nel 1907 terminò la millenaria opera di bonifica che trasformò il terreno paludoso in uno dei più fertili della Val Padana.
Il Comune di Pegognaga venne istituito con Regio Decreto il 5 novembre 1876.
Nel 2016 il Comune di Pegognaga ed il Comune di Motteggiana creano un'unione di servizi chiamata "Terre di Zara e Po".

### Simboli
Lo stemma è stato approvato dal Consiglio comunale il 28 dicembre 2012 e concesso con Decreto del presidente della Repubblica il 13 giugno 2013.
(D.P.R. 13 giugno 2013)
Il disegno dello stemma rievoca la origini romane e lo stretto rapporto del territorio con il fiume, con il capitello dorico che reca sull'abaco la dedica al "padre Po" (Pado Patri) personificato dall'uomo barbuto sdraiato che versa l'acqua del fiume da un'anfora, mentre il remo da barca richiama la vocazione al trasporto fluviale, elemento fondamentale per la comunità pegognaghese. I due pioppi sullo sfondo riproducono il tipico paesaggio padano.
Il gonfalone è un drappo di bianco con la bordatura di rosso.

## Monumenti e luoghi d'interesse

### Architetture religiose
- Chiesa di San Lorenzo: secondo la tradizione,[6] fu edificata dalla contessa Matilde di Canossa verso il 1081-1082[10], pochi anni dopo l'ampliamento dell'Abbazia del Polirone (alla quale la chiesa di San Lorenzo apparteneva[6] e che la stessa chiesa richiama dal punto di vista stilistico[10]). Lo schema architettonico rivela la sua natura romanica nella struttura delle tre absidi e nelle monofore[6]. Fu rimaneggiata nella prima metà del Novecento (restaurata nel 1932[6]) e arricchita da due navate laterali, andando così a pareggiare il numero di navate della cripta situata sotto al presbiterio[6]. La chiesa di San Lorenzo funge da famedio per i caduti della Grande Guerra. Il terremoto del maggio 2012 ne ha danneggiato la facciata, che è stata messa in sicurezza in quanto rischiava di staccarsi dal corpo della chiesa.
- Chiesa parrocchiale dell'Assunta: edificata nel 1952-55 in luogo della seicentesca parrocchiale di San Giorgio, si presentava di stile neoromanico e d'imponenti proporzioni (60 metri di lunghezza per 30 di larghezza al transetto). Della vecchia chiesa rimanevano i confessionali lignei oltre alle 5 campane dell'antico campanile che avrebbero dovuto essere alloggiate su una torre mai realizzata che era nel progetto del prof. Candiani, autore della chiesa. L'altare maggiore fu invece venduto alla parrocchia di Rivalta sul Mincio. Dopo il sisma del 2012 la chiesa dell'Assunta, gravemente danneggiata, è stata demolita per un tempio più piccolo e con minor dispendio di riscaldamento, visto che sussisteva questo problema; l'edificio religioso, non avendo ancora 70 anni, non era vincolato come bene culturale.[11]
- Chiesa di San Giacomo Maggiore a Polesine, che conserva una pala del Cigoli.

### Architetture civili
- Villa Galvagnina Vecchia, in frazione Galvagnina
- Corte Grande

### Siti archeologici
- Area archeologica di San Lorenzo: l'area di età romana (II secolo a.C. - IV secolo d.C.) occupa sette ettari di un più vasto parco (54 ettari complessivi). Vi sono stati rinvenuti diversi reperti che sono conservati presso il locale museo archeologico.

## Società

### Evoluzione demografica
Abitanti censiti

### Etnie e minoranze straniere
Al 31 dicembre 2023 la popolazione straniera era di 753 persone, pari al 12,11 % dei residenti.

### Gemellaggi
Massimeno

## Cultura

### Istruzione

#### Musei
- Museo civico archeologico.

## Amministrazione
| Periodo   | Primo cittadino | Partito        |
| --------- | --------------- | -------------- |
| 1999-2009 | Marco Carra     | centrosinistra |
| 2009-2019 | Dimitri Melli   | centrosinistra |
| 2019-2024 | Matteo Zilocchi | lista civica   |

## Infrastrutture e trasporti
La località è servita dalla stazione di Pegognaga posta sulla linea Suzzara-Ferrara e servita da treni regionali espletati da TPER. Nel comune è presente l'omonimo casello autostradale dell'autostrada A22, che collega Modena con il Brennero.